# Dioctria rufipes
Dioctria rufipes är en tvåvingeart som först beskrevs av De Geer 1776.  Dioctria rufipes ingår i släktet Dioctria och familjen rovflugor. Inga underarter finns listade i Catalogue of Life.

## Bildgalleri

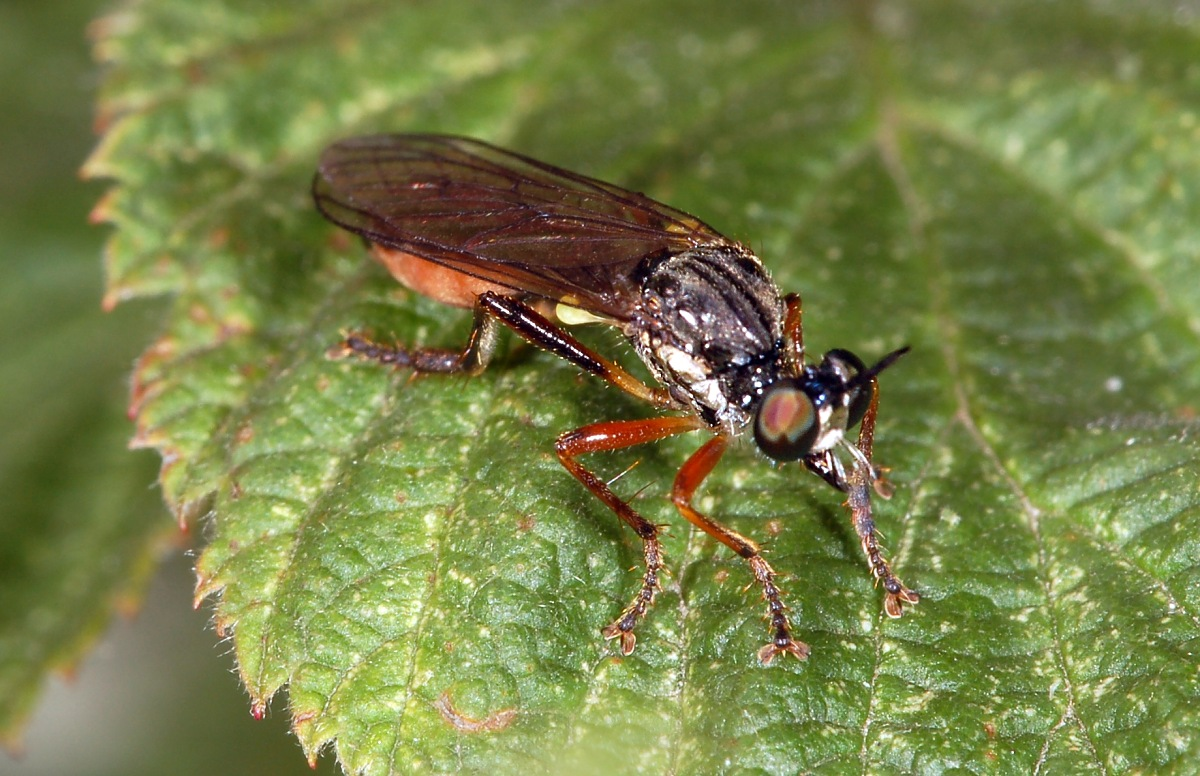